# دالي كارلسون
دالي كارلسون (بالإنجليزية: Dale Carlson)‏ هو مدير فني أمريكي، ولد في 24 مايو 1935.